# بلد السكين
«بلد السكين» هي قصة قصيرة كتبت بقلم روبرت إي هوارد. وتم نشره في الأصل في إصدارات أغسطس عام 1936 من مجلة اللب قصص كاملة. وتُعرف القصة أيضًا باسم «أبناء الصقر».

## روابط خارجية
- قائمة القصص وتفاصيل النشر في Howard Works